# Katahdin (ovelha)
Katahdin é uma raça ovina desenvolvida em Maine, EUA, na segunda metade do século XX. Perde seu revestimento de lã do inverno, e assim não precisa ser cortada. Sua popularidade nos EUA aumentou nos últimos anos devido aos preços baixos da lã e aos custos elevados da tosa.